# Rosa Rossi
Rosa Rossi (Canosa di Puglia, Italia, 1928 – Roma, 2013) fue una hispanista y crítica litararia italiana.
Fue catedrática de Lengua y Literatura Española en la Universidad de Roma Tre en Roma. Destacan sus estudios sobre Cervantes, San Juan de la Cruz y Santa Teresa de Jesús; la mayoría publicados en español y en italiano. Publicó, también, una Breve storia della letteratura spagnola

## Obra
- Scrivere a Madrid : studi sul linguaggio politico di due intellettuali suicidi dell'800 spagnolo (1973)
- Teresa d'Avila : biografia di una scrittrice (1983)
- Teresa de Avila : biografía de una escritora (1984)
- Breve storia della letteratura spagnola :dalla fine del Medioevo ai poeti degli anni' 90 (1992)
- Juan de la Cruz : silencio y creatividad  (1996)
- Sulle tracce di Cervantes : profilo inedito dell'autore del Chisciotte  (1997)